# 리가 조약

리가 조약 이후의 중앙유럽, 동유럽

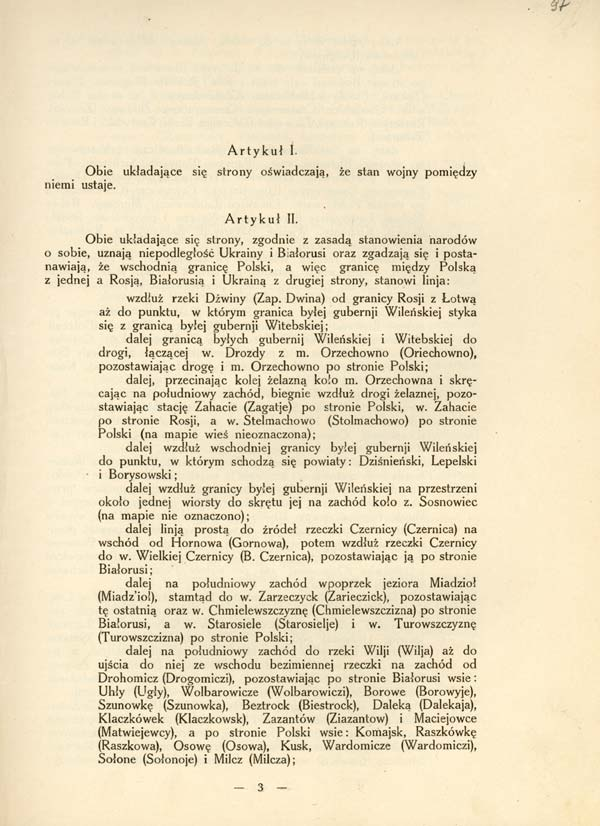
폴란드어로 된 리가 조약 두 번째 페이지

리가 조약(폴란드어: Traktat ryski)은 소비에트-폴란드 전쟁을 끝내기 위해 1921년 3월 18일 리가에서 폴란드, 러시아 소비에트 연방 사회주의 공화국 사이에 체결된 조약이다. 이 조약으로 확정된 소련과 폴란스 사이의 국경은 제2차 세계 대전 전까지 유지되었다.

## 배경
베르사유 조약으로 3개국의 영토로 분할되어 있었던 폴란드가 독립을 이루었다. 유제프 피우수트스키가 이끄는 폴란드는 러시아 내전을 통해 과거 폴란드-리투아니아의 영토를 획득할 수 있기를 희망했다. 반면 소련은 서유럽에 혁명을 전파하는 교두보로서 폴란드를 확보할 필요를 느꼈다. 양자는 소비에트-폴란드 전쟁으로 충돌했으며, 폴란드는 바르샤바 전투에서 승리하였다. 이어지는 전투에서도 패배한 소련은 평화 협상을 할 필요를 느꼈으며, 폴란드 정부 또한 전쟁으로 인해 많은 피해를 입었으므로 양자는 평화 협상에 들어갔다.

## 협상
평화 협상은 1920년 8월 17일 민스크에서 시작했으나, 리가로 옮겨 9월 21일부터 재개되었다. 휴전은 10월 12일 성립되었고 10월 18일부터 적용되었다. 협상 책임자로는 폴란드 측에서 얀 드느스키가, 러시아는 아돌프 조페가 배석했다.

## 조약
리가 조약은 26개 조로 구성되어 있다. 폴란드는 3000만 루블에 해당하는 금을 전쟁배상금으로 받으며, 14조에 따라 2900만 루블 상당의 철도 자재를 받는다. 러시아는 과거 폴란드 왕실이 수집했던 야기엘론니안 태피스트리와 잘루스키 도서관(폴란드어: Biblioteka Załuskich)의 소장품 등 1772년 이래로 폴란드 영토에서 획득한 국보와 예술품을 반환한다. 양측은 이후 추가 전쟁 배상권을 포기하며, 3조에 의해 폴란드와 리투아니아 간 국경을 확정한다.

## 여파
제1차 세계대전의 연합국들은 협상에 참여하지 않았기 때문에 리가 조약을 즉시 인정하지 않았다. 프랑스, 영국, 이탈리아와 일본은 1923년 3월에 이르러서야 조약을 인정하였다.
폴란드에서는 조약이 체결됨과 동시에 비판이 제기되었다. 조약의 비판자들은 평화조약이 너무 근시안적이며 소비에트-폴란드 전쟁에서 얻은 것들을 잃어버린 조약이라고 주장했다. 협상의 참관인이었던 유제프 피우수트스키는 리가 조약을 전쟁의 동맹이었던 우크라이나를 저버린 몰염치한 협상이라고 느꼈다. 한편 소련에서는 레닌 또한 소비에트 혁명을 서방으로 전파할 기회를 잃어버렸으므로 조약을 불만족스러운 것으로 보았다.
벨라루스와 우크라이나의 독립운동은 리가 조약으로 후퇴를 보았다. 폴란드에 할양된 지역에는 약 400만 명의 우크라이나인과 100만 명이 넘는 벨라루스인이 살고 있었다. 리가 조약은 개별 평화협상을 금지한 시몬 페틀류라가 이끄는 우크라이나 인민공화국과 폴란드 간의 군사 동맹을 위반하는 것이었다. 페틀류라의 지지자들에게 리가 조약은 동맹에 대한 배신처럼 받아들여졌으며, 이는 우크라이나 국민주의자 기구의 확대와 이후 1943~1945년 볼히니아와 동갈리치아에서 벌어진 우크라이나 반역군의 폴란드인 학살의 원인이 되었다. 1921년 말에 이르러 폴란드와 동맹이었던 우크라이나군, 벨라루스군과 백러시아군은 소련에 의해 격퇴되거나 폴란드 국경을 넘어 무장해제되게 되었다.

## 같이 보기
- 벨로루시 소비에트 사회주의 공화국
- 우크라이나 소비에트 사회주의 공화국
- 라트비아-소련 리가 평화 조약
- 타르투 조약 (러시아-에스토니아)
- 타르투 조약 (러시아-핀란드)